# Lawstorant
Lawstorant – film produkcji polskiej, komedia kryminalna z 2005 w reżyserii Mikołaja Haremskiego.
Film był kręcony od września do października 2004. Zdjęcia do filmu powstały w Warszawie.

## Fabuła
Akcja filmu rozgrywa się współcześnie w Warszawie. Lawstorant (w tę rolę wcielił się Zbigniew Buczkowski) opuszcza zakład karny z postanowieniem, że więcej do niego nie wróci. Przypadkowo poznaje Joannę Burską (Małgorzata Pieczyńska), dyrektor banku. Lawstorant, oszust planujący interes życia kompletuje zespół, czyli werbuje wspólników. Fragles (Michał Wiśniewski) jest hazardzistą, co zrujnowało jego życie handlowca. W ten sposób wchodzi w układ z Lawstorantem. Fragles razem z Lawstorantem zakładają firmę, która ma za zadanie zbić fortunę. Właścicielem firmy Lawstorant mianuje „słupa”, znajomego lumpa-alkoholika Kazia (Tomasz Sapryk). Rolę sekretarki w firmie powierza dobrej znajomej Monice (Jolanta Mrotek). Działalność firmy polega na kupowaniu towarów z odroczonym terminem płatności za nie i sprzedaży ich za pół ceny paserowi. Ich plany krzyżuje jednak szef lokalnej grupy przestępczej - Caruso (Sławomir Orzechowski), domagając się najpierw udziału w zyskach, a następnie żądając, aby Lawstorant wystąpił do banku o kredyt w wysokości czterech milionów złotych. Lawstorant marzy o ułożeniu życia z piękną, zafascynowaną nim dyrektorką banku. Przerażony mężczyzna staje przed dylematem - ryzykować życie, czy też ulec gangsterom, a tym samym narazić na więzienie kobietę, z którą jest związany. Otrzymuje od Joanny wiadomość, że kredyt został przyznany i nazajutrz można podjąć pieniądze. Następnego dnia w banku okazuje się, że przed godziną ktoś w imieniu firmy wziął całą gotówkę. Osobą tą okazuje się Joanna Burska. A ostatecznie okazuje się, że cała historia tylko przyśniła się znajdującemu się w więzieniu Lawstorantowi.

## Obsada

### aktorzy
- Zbigniew Buczkowski jako Bogdan Jaworski „Lawstorant”
- Michał Wiśniewski jako Tadeusz Czaplicki „Fragles”
- Jolanta Mrotek jako Monika
- Tomasz Sapryk jako Kazio Traczyk
- Małgorzata Pieczyńska jako Joanna Burska
- Jerzy Trela jako notariusz
- Sławomir Orzechowski jako „Caruso”
- Ireneusz Czop jako „Dags”
- Henryk Gołębiewski jako „Bawół”
- Bohdan Gadomski jako sąsiad „Lawstoranta”
- Małgorzata Socha jako Jola
- Joanna Liszowska jako Marta
- Piotr Prokop jako „Dyskobol”, człowiek „Carusa”
- Paweł Koślik jako policjant
- Elena Gębura jako dziewczynka z lalką
- Sylwia Wysocka jako Alicja, przyjaciółka Joanny
- Bartosz Lipiec jako ochroniarz
- Jarek Witaszczyk jako Adaś
- Marcin Troński jako człowiek „Carusa”
- Hubert Wojciechowski jako ochroniarz „Dagsa”
- Sławomir Sulej jako policjant
- Grażyna Zielińska jako Bawołowa
- Jerzy Matula jako dzielnicowy Stachowiak „Bandyta”
- Stanisław Jaskułka jako Kuziara, wytwórca trumien
- Bohdan Łazuka jako pan Sylwek
- Daniela Zabłocka jako Gienia, barmanka w „Acapulco”
- Bożena Stachura jako sekretarka w banku
- Jacek Lenartowicz jako „Belfegor”
- Jarosław Gruda jako Ryszard Gałązka
- Bartosz Żukowski jako więzień
- Sebastian Domagała jako Lutek
- Anna Gornostaj jako „Myszka”
- Jacek Łągwa jako piosenkarz w restauracji
- Mieczysław Morański jako fałszerz „Bubu”
- Tadeusz Porębski jako pokerzysta

### aktorzy gościnnie
- Magdalena Modzelewska jako sekretarka notariusza
- Mikołaj Klimek jako Jacuś
- Andrzej Konopka jako właściciel „swojego” kasyna
- Ernestyna Winnicka jako kasjerka na Służewcu
- Michał Piela jako „lekarz”
- Piotr Nowak jako Sebek
- Włodzimierz Midak jako mężczyzna w restauracji